# Brevipalpus bucerasae
Brevipalpus bucerasae är en spindeldjursart som beskrevs av De Leon 1965. Brevipalpus bucerasae ingår i släktet Brevipalpus och familjen Tenuipalpidae. Inga underarter finns listade.